# Gentio do Ouro
Gentio do Ouro est une municipalité brésilienne de l'État de Bahia et la Microrégion d'Irecê.